# Третій апеляційний адміністративний суд

Юрисдикція суду

Третій апеляційний адміністративний суд — апеляційний спеціалізований адміністративний суд, розміщений у місті Дніпрі. Юрисдикція суду поширюється на Дніпропетровську, Запорізьку та Кіровоградську області.
Суд утворений 27 червня 2018 року на виконання Указу Президента «Про ліквідацію апеляційних адміністративних судів та утворення апеляційних адміністративних судів в апеляційних округах» від 29 грудня 2017 року, згідно з яким мають бути ліквідовані апеляційні адміністративні суди та утворені нові суди в апеляційних округах.
Дніпропетровський апеляційний адміністративний суд здійснював правосуддя до початку роботи нового суду, що відбулося 3 жовтня 2018 року.
Указ Президента про переведення суддів до нового суду прийнятий 28 вересня 2018 року.

## Структура
Структура суду передбачає посади голови суду, його заступників, суддів, керівника апарату, його заступників, помічників суддів, секретарів судових засідань, інші структурні підрозділи.
У суді сформовано 10 основних колегій та 10 резервних колегій суддів.

## Керівництво
Голова суду — Коршун Анатолій Олександрович
 Заступник голови суду — Суховаров Андрій Володимирович
 Керівник апарату — Тальян Анна Вячеславівна.